# Victoria perornata
Victoria perornata är en fjärilsart som beskrevs av W. Warren 1898. Victoria perornata ingår i släktet Victoria och familjen mätare. Inga underarter finns listade i Catalogue of Life.